# Mecodina karapinensis
Mecodina karapinensis är en fjärilsart som beskrevs av Embrik Strand 1920. Mecodina karapinensis ingår i släktet Mecodina och familjen nattflyn. Inga underarter finns listade i Catalogue of Life.